# Thế lưỡng nan của người tình nguyện
Mô hình trò chơi thế lưỡng nan của người tình nguyện là một tình huống trong đó mỗi người chơi phải hy sinh một chút của bản thân nhằm mang lại lợi ích cho mọi người, hoặc thay vì thế thì sẽ chờ đợi sự hy sinh của người khác và trở thành kẻ ngồi không hưởng lợi.
Một ví dụ là tình huống mất điện toàn khu vực. Tất cả cư dân đều biết rằng công ty điện lực sẽ khắc phục được sự cố nếu có ít nhất một người gọi điện thông báo lên công ty, tất nhiên là mất phí. Nếu không có ai tình nguyện, kết quả tồi tệ nhất có thể xảy ra đối với tất cả những người tham gia. Nếu một người chọn tình nguyện, những người còn lại được hưởng lợi nếu không làm như vậy.
Hàng hóa công cộng chỉ được sản xuất nếu có ít nhất một người tình nguyện trả một khoản chi phí tùy ý. Trong trò chơi này, những người ngoài cuộc quyết định một cách độc lập xem có nên hy sinh bản thân vì lợi ích của nhóm hay không. Bởi vì tình nguyện viên không nhận được lợi ích nào, tạo động lực lớn hơn cho việc làm tự do ,hơn là hy sinh bản thân cho nhóm. Nếu không có ai xung phong, tất cả mọi người đều thua cuộc. Các hiện tượng xã hội của hiệu ứng người ngoài cuộc và sự lan tỏa trách nhiệm liên quan nhiều đến tình thế tiến thoái lưỡng nan của tình nguyện viên.

## Ma trận hoàn trả
Ma trận trả thưởng cho trò chơi được hiển thị bên dưới:
|            | ít nhất một người hợp tác | tất cả những người khác đều ngồi không |
| hợp tác    | 0                         | 0                                      |
| ngồi không | 1                         | −10                                    |

Khi tình thế tiến thoái lưỡng nan chỉ diễn ra giữa hai người chơi, trò chơi sẽ đưa nhân vật của trò chơi là ' gà '. Như đã thấy trong ma trận trả thưởng, không có chiến lược nào vượt trội trong tình thế tiến thoái lưỡng nan. Trong cân bằng Nash chiến lược hỗn hợp, việc tăng N người chơi sẽ làm giảm khả năng ít nhất một người tình nguyện, đó là kết quả của hiệu ứng người ngoài cuộc.

## Ví dụ trong cuộc sống thực

### Vụ giết Kitty Genovese
Câu chuyện về Kitty Genovese thường được coi là một ví dụ về thế lưỡng nan của người tình nguyện. Genovese bị đâm chết bên ngoài tòa nhà căn hộ của cô ở Queens, New York, vào năm 1964. Theo một tài khoản có tính ảnh hưởng lớn của New York Times, hàng chục người đã chứng kiến vụ hành hung nhưng không tham gia vì họ nghĩ rằng những người khác sẽ liên lạc với cảnh sát và không muốn phải chịu chi phí cá nhân khi liên quan. Các cuộc điều tra sau đó cho thấy tài khoản ban đầu là vô căn cứ và mặc dù nó truyền cảm hứng cho nghiên cứu khoa học, việc sử dụng nó như một câu chuyện ngụ ngôn đơn giản trong sách giáo khoa tâm lý đã bị chỉ trích.

### Meerkat
Cầy Meerkat thể hiện thế lưỡng nan của tình nguyện viên trong tự nhiên. Một hoặc nhiều con cầy meerkat có nhiệm vụ như lính canh trong khi những con khác kiếm ăn. Nếu một kẻ săn mồi đến gần, meerkat lính canh sẽ phát ra tiếng kêu cảnh báo để những con khác có thể đào hang đến nơi an toàn. Tuy nhiên, lòng vị tha của loài meerkat này khiến nó có nguy cơ bị kẻ săn mồi phát hiện.